# Содаль, Владимир Ильич
Владимир Ильич Содаль (13 сентября 1937, д. Мормаль, Жлобинский район, Гомельская область — 15 апреля 2015, Минск) — советский и белорусский литературовед, журналист, исследователь, краевед.

## Биография
Родился 13 сентября 1937 года в деревне Мормаль Жлобинского района Гомельской области. Инвалид по зрению с детства. В 1961 году женился на Кларе Борисовне Короткевич, имел сына и дочь.
Окончил Минский педагогический институт (1963). Работал заведующим Мормальскага сельского клуба, электриком Мурманского судоремонтного завода, закончил бригадные курсы токарей, учителем белорусского языка и истории Острошицкого детского туберкулезного санатория, заместителем главного редактора журнала «Искусство Беларуси», редактором научно-популярных и учебных программ. В 1967—2000 годах работал на Белорусском телевидении, в том числе был редактором просветительских передач «Родное слово» (1979—2000), «У каждого была своя война».
Член Союза белорусских писателей (1996), Союза журналистов Беларуси. Член Республиканского Совета «Общество белорусского языка имени Франциска Скорины», редколлегии газеты «Наше слово» и «Общество белорусской школы». Участник Учредительного съезда БНФ, ТБМ, один из подписантов творческой интеллигенции письма в ЦК КПСС о состоянии белорусского языка в республике.
Неоднократно был задержан или избит за свои политические взгляды.
Умер 15 апреля 2015 года в Минске в Первой клинической больнице от инфаркта. Похоронен на кладбище в Острошицком городке рядом с матерью.

## Творчество, исследовательская деятельность
Первые свои рассказы опубликовал в 1955 году в газете «Пионер Беларуси». Исследовал белорусскую литературу и культуру XIX—XX в., Жизненный и творческий путь В. Дунина-Марцинкевича, Ф. Богушевича, Я. Купалы, М. Богдановича, Ядвигина Ш., Зоськи Верас и др. Автор книг «Людьми зваться» (1977), «Дорогами сеятеля» (1982), «Кушлянский угол», «Тропами Матея Бурачка» (обе 1990), «Жупранская страница» (1992), «Здесь вижу свой край» (1994 г.), «Свиранския крески» (1995), «Карпиловка» (2001), «Умей слушать» (2003), «Святой тот уголок фольварок Свираны» (2005), «Анекдотик в ротик» (2008), «Блаженные Кушляны» (2009), «Народные рассказы» (2009). Составитель альбомов «Франтишек Бенедикт Богушевич» (1986), «Винсент Якуб Дунин-Марцинкевич» (1997). Составитель сборников произведений Ф. Богушевича «Моя дудка» (1987), «Кому дудка Покорная» (1990). Книга «Богатырь из Миговки» (2007) посвящена жизни и деятельности Александра Власова.
Автор сценариев учебных диафильмов об Ф. Богушевиче, В. Дунине-Марцинкевиче, К. Калиновском и др.
За литературно-исследовательскую работу и борьбу за родной язык Комитетом Чествования удостоен орденом «Гордость Отечества» и именным серебряным перстнем с изображением герба (27.11.1997) и соответствующими дипломами. Занесен в книгу почета «Рупліўцы твае, Беларусь».